# The House I Live In
The House I Live In ist ein US-amerikanischer Kurzfilm aus dem Jahr 1945 unter der Regie von Mervyn LeRoy mit Frank Sinatra, der auch den gleichnamigen Song singt. Der Film wurde 1946 mit einem Ehrenoscar und einem Golden Globe Award ausgezeichnet.
Im Jahr 2007 wurde The House I Live In in das National Film Registry aufgenommen, ein Verzeichnis US-amerikanischer Filme, die als besonders erhaltenswert angesehen werden. Eine Aufgabe der US-amerikanischen Nationalbibliothek Library of Congress besteht darin, in den USA produzierte Filme für die Nachwelt dauerhaft zu erhalten.

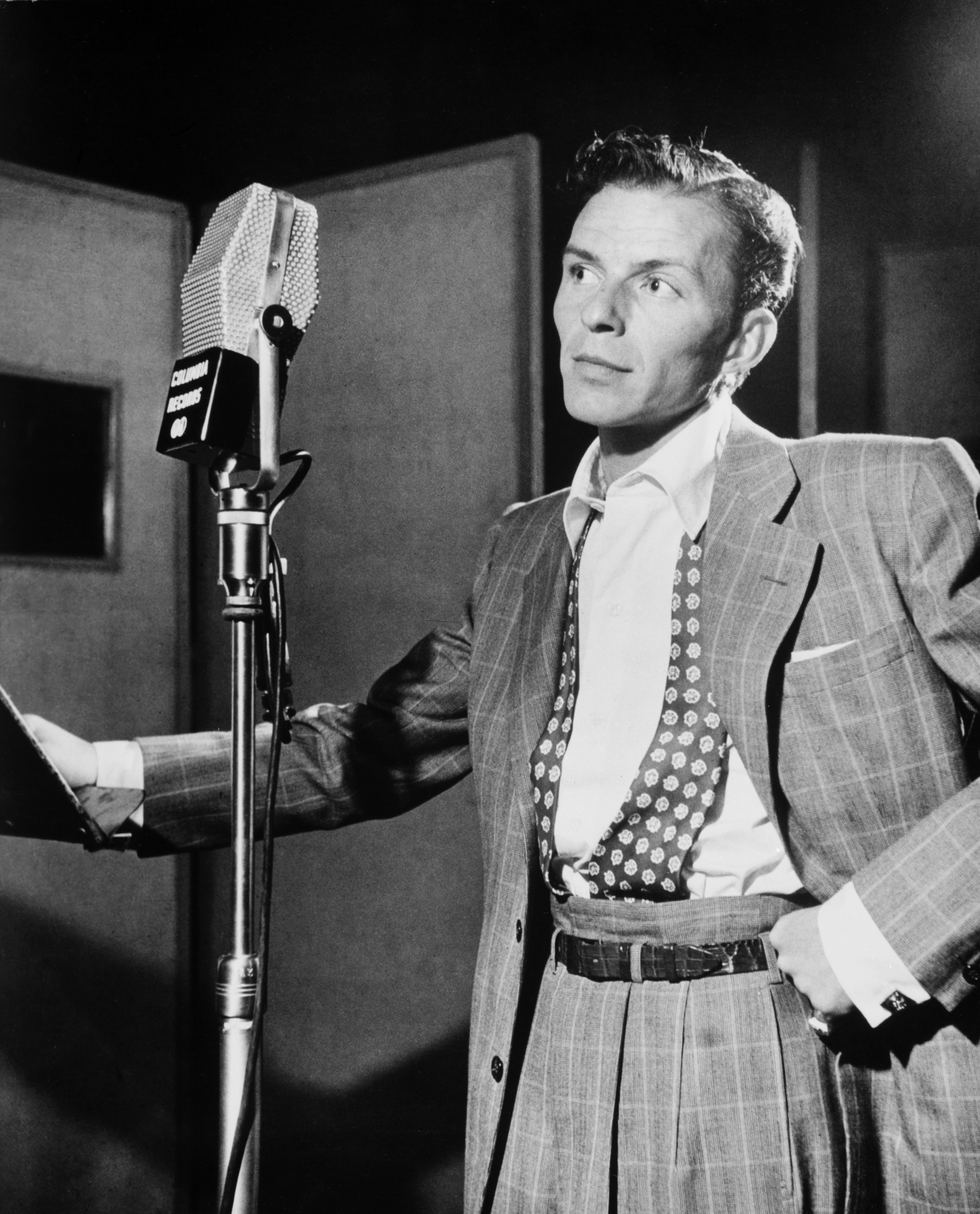
Frank Sinatra (1947)

## Inhalt
Frank Sinatra, der sich selbst spielt, legt während Aufnahmen zu einer Jamsession eine Zigarettenpause im Freien ein, und stößt dabei auf eine Gruppe von etwa zwölf Jungen. Sie jagen hinter einem anderen Jungen her, treiben ihn in die Enge und drohen ihm Prügel an. Sinatra greift ein und will von den Kindern wissen, was ihr Problem sei. Er erfährt, dass sie den Jungen verfolgen, weil er nicht derselben Religion angehört wie sie. Der Junge ist jüdischen Glaubens.
Sinatra gelingt es, den Jungen in einem Gespräch klarzumachen, wie falsch ihr Verhalten ist, und dass es überhaupt keine Rolle spiele, welcher Religion jemand sei. Ausschließlich dumme Menschen, zu denen auch die Nazis zu zählen seien, würden so etwas zum Anlass nehmen, andere zu verurteilen. Für kluge Menschen mache es keinen Unterschied. Denn jeder, der denke, dass das Christentum besser als andere Religionen sei, sei entweder ein Nazi oder dumm. Sinatra erklärt den Kindern,  dass alle Amerikaner ein Volk seien, egal welcher Religion der Einzelne angehöre, Vorurteile und Intoleranz insoweit seien falsch. Selbst wenn man sich nicht immer auf Augenhöhe begegnen könne, hätten alle Amerikaner dasselbe Ziel, die Japaner zu bekämpfen, wobei er sich nicht scheut, den Ausdruck „Japs“ zu benutzen. Für ihn bedeute „Amerika“ Toleranz, Vielfalt, Freiheit der Rede, Religionsfreiheit, Zusammenhalt. Die Kinder starren den Sänger mit weit aufgerissenen Augen an, als er eine zensierte Version des Songs The House I Live In wiedergibt.
Der Film thematisiert das Lied, das denselben Titel wie der Film trägt: The House I Live In. Darin geht es um die Vereinigten Staaten von Amerika, die ein gemischtrassiges, multikulturelles Disneyland zu sein scheinen. Der Komponist des Liedes war verärgert, weil der Vers, der sich auf Schwarze bezog, von den Filmemachern herausgeschnitten worden war. Diese waren jedoch der Meinung, dass Amerika noch nicht so weit sei in Bezug auf Rassenintegration und Rassenmischung.

## Hintergrund
Der Film wurde in den USA am 9. November 1945 veröffentlicht. Der Liedtexter von The House I Live In wird im Film als Lewis Allan bezeichnet. Dieser Name ist ein Pseudonym des Songschreibers und Schriftstellers Abel Meeropol, der auch das Lied Strange Fruit schrieb, das den Lynchmord an Thomas Shipp und Abram Smith thematisiert. Dieses antirassistische Lied wurde berühmt in der Interpretation von Billie Holiday und 1978 in die Grammy Hall of Fame aufgenommen. Die Musik für den Song stammt von Earl Robinson, bekannt für seine linke politische Einstellung. Das Drehbuch für den Film wurde von Albert Maltz, der zu den Hollywood Ten gehörte, geschrieben. „Hollywood Ten“ bezeichnete zehn Drehbuchautoren, Schauspieler und Regisseure aus Hollywood, die sich geweigert hatten, vor dem Ausschuss des Repräsentantenhauses der Vereinigten Staaten von Amerika zur Untersuchung „unamerikanischer Umtriebe“ über Mitgliedschaften in der kommunistischen Partei auszusagen, und Anfang 1948 zu Haftstrafen verurteilt wurden.
Der Song erschien erstmals in der Musikrevue Let Freedom Sing, die am 5. Oktober 1942 Premiere am Broadway hatte. In dieser Aufführung wurde das Lied von Mordecai Bauman gesungen. Im Gegensatz zu Baumans Interpretation wurde Sinatras Version schon bald zu einem nationalen Hit. Später wurde der Song von Paul Robeson, Mahalia Jackson und Josh White, sowie von Sam Cooke und Kim Weston gecovert. Frank Sinatra, der den Song als festen Bestandteil seines Repertoires ansah, sang das Lied sowohl während eines Staatsbanketts des Präsidenten Richard Nixon im Weißen Haus 1973, als auch 1985 bei einem Festakt im Weißen Haus, als der Präsident Ronald Reagan hieß, sowie der Zeremonie zum hundertsten Jahrestag der Freiheitsstatue im selben Jahr.

## Soundtrack
- If You Are But a Dream
geschrieben von Moe Jaffe, Jack Fulton und Nat Bonx, vorgetragen von Frank Sinatra
- The House I Live In
Musik: Earl Robinson, Text: Lewis Allan, vorgetragen von Frank Sinatra
- America the Beautiful
Musik: Samuel A. Ward, vorgetragen vom Studio-Orchester

## Auszeichnungen
- Oscarverleihung 1946: Ehrenoscar für The House I Live In als Toleranz-Kurzfilm,
entgegengenommen von Frank Ross, Mervyn LeRoy, Albert Maltz, Earl Robinson, Lewis Allan, Frank Sinatra
- Golden Globe Awards 1946: Golden Globes, USA: Golden Globe als „Bester Film zur Förderung der Völkerverständigung“